# Болярово (община)
Община Болярово се намира в Югоизточна България и е една от съставните общини на област Ямбол.

## География

### Географско положение, граници, големина
Общината е разположена в югоизточната част на област Ямбол. С площта си от 667,881 km2 е 4-та по големина сред 5-те общини на областта, което съставлява 20,14% от територията на областта. Границите ѝ са следните:
- запад – община Елхово;
- на север – община Стралджа;
- на изток – община Средец, област Бургас;
- на юг – Турция.

### Природни ресурси

#### Релеф
Релефът на общината е хълмист, като територията ѝ попада в пределите на Тунджанската хълмиста област.
Южната половина на общината е заета от северните разклонения на Дервентските възвишения, в които на 2 km югозападно от село Крайново, в непосредствена близост до границата с Република Турция се издига най-високата им точка връх Гюргенбаир 555,2 m, явяващ се и най-високата точка и на цялата община.
В източните предели на общината се простират крайните западни, най-високи части на рида Каратепе – най-северният рид на планината Странджа. На 2 km североизточно от село Вълчи извор, на границата с община Средец се намира най-високата му точка – връх Сарлъка 472,8 m.
В северните райони на община Болярово попадат крайните южни части на възвишението Бакаджиците. Най-високата им точка в пределите на общината се намира на 3 km северозападно от село Камен връх, на границата с община Стралджа – връх Ченгрелибаир 407,6 m.
Югозападно от село Попово, на границата с община Елхово, в коритото на Поповска река е разположена най-ниската точка на община Болярово – 128 m н.в.

#### Води
През средата на общината, от югоизток на северозапад, на протежение от близо 50 km протича горното и средното течение на Поповска река (72 km, ляв приток на река Тунджа). Поповска река извира под името Воденска река на 482 m н.в. в местността Белия гръбнак, в източната част на Дервентските възвишения, в непосредствена близост до границата с Турция. В най-горното си течение до (село Воден) протича в тясна и залесена долина, в началото на запад, а след това на север. След селото завива на северозапад, като долината ѝ запазва тесния си характер до град Болярово, но вече обезлесена. След града долината на Поповска река значително се разширява, появяват се множество меандри и няколко пъти сменя посоката си на течение – от Болярово на североизток, в района на село Дъбово на северозапад, а след село Попово и до устието си, което е на територията на община Елхово – на югозапад. На Поповска река, североизточно от село Малко Шарково е изграден големият язовир Малко Шарково (13,3 km2).
Северно от град Болярово в нея, отдясно се влива Крушевска река (39 km, Кошудере). Тя извира на 306 m н.в. в най-северозападната част на Странджа планина, на 3 km североизточно от село Голямо Крушево. Тече в югозападна посока в плитка долина. Влива отдясно в Поповска река от басейна на Тунджа на 169 m н.в., на 2,8 km на север-североизток от град Болярово. Площта на водосборния ѝ басейн е 43 km2, което представлява 8,07% от водосборния басейн на Поповска река.
В югозападната част на общината, през село Иглика протича горното течение на Боялъшка река (Лалковска река, десен приток на Араплийска река, от басейна на Поповска река). Боялъшка река извира под името Чакърлия на 502 m н.в. от Дервентските възвишения, на 700 m южно от връх Гюргенбаир и протича в северозападна посока в тясна и залесена долина през северните разклонения на Дервентските възвишения.

### Населени места
Общината се състои от 20 населени места. Списък на населените места, подредени по азбучен ред, население и площ на землищата им:
| Населено място | Пребр. на населението през 2021 г. | Площ на землището (в км2) | Забележка (старо име) | Населено място   | Пребр. на населението през 2021 г. | Площ на землището (в км2) | Забележка (старо име)           |
| Болярово       | 1029                               | 39,395                    | Паша кьой             | Крайново         | 21                                 | 23,822                    | Ходжа кьой                      |
| Воден          | 273                                | 72,180                    | Дере кьой             | Малко Шарково    | 190                                | 21,518                    | Малък Боялък                    |
| Вълчи извор    | 25                                 | 7,900                     | Курт бунар            | Мамарчево        | 325                                | 36,541                    | Мураданлии                      |
| Голямо Крушево | 149                                | 53,258                    | Ахлатлии              | Оман             | 54                                 | 26,356                    | Омана                           |
| Горска поляна  | 50                                 | 41,060                    | Яйладжик              | Попово           | 229                                | 46,447                    | Папазкьой                       |
| Денница        | 35                                 | 21,730                    | Гюндюзлери            | Ружица           | 92                                 | 18,812                    | Капаклъ ени кьой                |
| Дъбово         | 19                                 | 19,570                    | Мешелии               | Ситово           | 70                                 | 21,858                    | Елеменлии                       |
| Златиница      | 19                                 | 12,374                    | Даут беглии           | Стефан Караджово | 410                                | 47,234                    | Ичме                            |
| Иглика         | 10                                 | 17,969                    | Турфанлии             | Странджа         | 17                                 | 51,711                    | Кайбулар                        |
| Камен връх     | 24                                 | 26,261                    | Таш тепе              | Шарково          | 77                                 | 61,885                    | Голям Боялък                    |
|                |                                    |                           |                       | ОБЩО             | 3118                               | 667,881                   | няма населени места без землища |

## Административно-териториални промени
- Указ № 609/обн. 18 декември 1889 г. – преименува с. Ичме на с. Стефан Караджово;
- през 1896 г. – заличено е с. Исуфлар (Исуфларе, Юсуфларе) без административен акт поради изселване;
- Указ № 86/обн. 26 март 1924 г. – преименува с. Дере кьой на с. Воден;
- МЗ № 2820/обн. 14 август 1934 г. – преименува с. Паша кьой на с. Болярово;

– преименува с. Курт бунар на с. Вълчи извор;
– преименува с. Ахлатлии на с. Голямо Крушево;
– преименува с. Яйладжик на с. Горска поляна;
– преименува с. Гюндюзлери на с. Денница;
– преименува с. Мешелии на с. Дъбово;
– преименува с. Даут беглии на с. Златиница;
– преименува с. Турфанлии на с. Иглика;
– преименува с. Таш тепе на с. Камен връх;
– преименува с. Ходжа кьой (Оджа кьой) на с. Крайново;
– преименува с. Малък Боялък на с. Малко Шарково;
– преименува с. Дере махле на с. Малък Воден;
– преименува с. Мураданлии на с. Мамарчево;
– преименува с. Омана на с. Оман;
– преименува с. Караклъ ени кьой (Ново село) на с. Ружица;
– преименува с. Елеменлии на с. Ситово;
– преименува с. Кайбулар (Кайбиляре, Къмбиляр) на с. Странджа;
– преименува с. Голям Боялък на с. Шарково;
- МЗ № 3080/обн. 23 ноември 1940 г. – заличава с. Малък Воден и го присъединява като квартал на с. Воден;
- Указ № 546/обн. 15 септември 1964 г. – признава с. Болярово на с.гр.т. Болярово;
- Указ № 1942/обн. 17 септември 1974 г. – признава с.гр.т. Болярово на гр. Болярово.

## Население
Численост на населението според преброяванията през годините:
| Година на преброяване | Численост |
| 1934                  | 19 789    |
| 1946                  | 21 667    |
| 1956                  | 18 887    |
| 1965                  | 14 909    |
| 1975                  | 10 096    |
| 1985                  | 8 546     |
| 1992                  | 7 454     |
| 2001                  | 5 638     |
| 2011                  | 4 160     |
| 2021                  | 3 118     |

### Етнически състав
Преброяване на населението през 2011 г.
Численост и дял на етническите групи според преброяването на населението през 2011 г., по населени места (подредени по численост на населението):
| Населено място   | Численост | Численост | Численост | Численост | Численост | Численост           | Численост     | Населено място   | Дял (в %) | Дял (в %) | Дял (в %) | Дял (в %) | Дял (в %)           | Дял (в %)     |
| Населено място   | Общо      | Българи   | Турци     | Цигани    | Други     | Не се самоопределят | Не отговорили | Населено място   | Българи   | Турци     | Цигани    | Други     | Не се самоопределят | Не отговорили |
| Общо             | 4160      | 3312      | 33        | 566       | 27        | 19                  | 203           | 100,00           | 79,61     | 0,79      | 13,60     | 0,64      | 0,45                | 4,87          |
| ---------------- | --------- | --------- | --------- | --------- | --------- | ------------------- | ------------- | ---------------- | --------- | --------- | --------- | --------- | ------------------- | ------------- |
| Болярово         | 1231      | 1109      | 3         | 87        | 5         | 3                   | 24            | Болярово         | 90,08     | 0,24      | 7,06      | 0,40      | 0,24                | 1,94          |
| Воден            | 347       | 235       | 9         | 98        | 0         | 5                   | 0             | Воден            | 67,72     | 2,59      | 28,24     | 0,00      | 1,44                | 0,00          |
| Вълчи извор      | 41        | 37        | 0         | 0         | 4         | 0                   | 0             | Вълчи извор      | 90,24     | 0,00      | 0,00      | 9,75      | 0,00                | 0,00          |
| Голямо Крушево   | 272       | 252       | 0         | 12        |           |                     | 1             | Голямо Крушево   | 92,64     | 0,00      | 4,41      |           |                     | 0,36          |
| Горска поляна    | 72        | 71        | 0         | 0         |           |                     | 0             | Горска поляна    | 98,61     | 0,00      | 0,00      |           |                     | 0,00          |
| Денница          | 81        | 68        | 0         | 12        |           |                     | 0             | Денница          | 83,95     | 0,00      | 14,81     |           |                     | 0,00          |
| Дъбово           | 72        | 72        | 0         | 0         | 0         | 0                   | 0             | Дъбово           | 100,00    | 0,00      | 0,00      | 0,00      | 0,00                | 0,00          |
| Златиница        | 42        | 31        |           | 9         |           |                     | 0             | Златиница        | 75,60     |           | 21,42     |           |                     | 0,00          |
| Иглика           | 18        | 12        | 0         | 0         | 0         | 0                   | 6             | Иглика           | 66,66     | 0,00      | 0,00      | 0,00      | 0,00                | 33,33         |
| Камен връх       | 28        | 27        | 0         |           | 0         |                     | 0             | Камен връх       | 96,42     | 0,00      |           | 0,00      |                     | 0,00          |
| Крайново         | 45        | 32        | 0         | 13        | 0         | 0                   | 0             | Крайново         | 71,11     | 0,00      | 28,88     | 0,00      | 0,00                | 0,00          |
| Малко Шарково    | 205       | 158       | 4         | 0         |           |                     | 42            | Малко Шарково    | 77,07     | 1,95      | 0,00      |           |                     | 20,48         |
| Мамарчево        | 370       | 254       | 3         | 105       |           |                     | 3             | Мамарчево        | 68,64     | 0,81      | 28,37     |           |                     | 0,81          |
| Оман             | 81        | 74        | 0         | 7         | 0         | 0                   | 0             | Оман             | 91,35     | 0,00      | 8,64      | 0,00      | 0,00                | 0,00          |
| Попово           | 317       | 217       | 9         | 67        |           |                     | 23            | Попово           | 68,45     | 2,83      | 21,13     |           |                     | 7,25          |
| Ружица           | 111       | 94        | 0         | 9         | 8         | 0                   | 0             | Ружица           | 84,68     | 0,00      | 8,10      | 7,20      | 0,00                | 0,00          |
| Ситово           | 72        | 55        |           | 16        | 0         |                     | 0             | Ситово           | 76,38     |           | 22,22     | 0,00      |                     | 0,00          |
| Стефан Караджово | 514       | 319       |           | 86        |           | 3                   | 103           | Стефан Караджово | 62,06     |           | 16,73     |           | 0,58                | 20,03         |
| Странджа         | 42        | 39        | 0         |           |           | 0                   | 0             | Странджа         | 92,85     | 0,00      |           |           | 0,00                | 0,00          |
| Шарково          | 199       | 156       | 0         | 42        | 0         | 0                   | 1             | Шарково          | 78,39     | 0,00      | 21,10     | 0,00      | 0,00                | 0,50          |

### Вероизповедания
Численост и дял на населението по вероизповедание според преброяването на населението през 2011 г.:
|                     | Численост | Дял (в %) |
| Общо                | 4 160     | 100,00    |
| Православие         | 2 779     | 66,80     |
| Католицизъм         | 22        | 0,52      |
| Протестантство      | 85        | 2,04      |
| Ислям               | 15        | 0,36      |
| Друго               | 0         | 0,00      |
| Нямат               | 236       | 5,67      |
| Не се самоопределят | 179       | 4,30      |
| Непоказано          | 844       | 20,28     |

## Забележителности
Важно място в системата на културните ценности на община Болярово заемат възстановеният етнографски музей в гр. Болярово, къщата музей на Стефан Караджа в родното му село Стефан Караджово, музейните сбирки в с. Воден и с. Попово, паметниците и църквите.
Съществуват 20 църкви (във всяко населено място на общината) с красиви и антични иконописи, сред които храм „Св. Димитър“ в град Болярово.
Изградени са 3 съвременни паметника – в с. Воден, с. Стефан Караджово, гр. Болярово, и 2 паметни плочи – на мястото на родната къща на Индже войвода в с. Попово и на народната певица Елена Граматикова в центъра на нейното родно село Шарково.

## Транспорт
През общината преминават изцяло или частично 5 пътя от Републиканската пътна мрежа на България с обща дължина 92,5 km:
- участък от 30,3 km от Републикански път II-79 (от km 9,2 до km 39,5);
- последният участък от 13,1 km от Републикански път III-707 (от km 48,2 до km 61,3);
- последният участък от 13 km от Републикански път III-5308 (от km 25,7 до km 38,7);
- целият участък от 22,6 km от Републикански път III-7904;
- целият участък от 13,5 km от Републикански път III-7906.

## Топографска карта
- Лист от карта K-35-66. Мащаб: 1 : 100 000.
- Лист от карта K-35-67. Мащаб: 1 : 100 000.
- Лист от карта K-35-78. Мащаб: 1 : 100 000.